# Wielomiany Bernoulliego

Wielomiany Bernoulliego

Wielomiany Bernoulliego, nazwane na cześć Jakoba Bernoulliego, łączą w sobie liczby Bernoulliego i symbol Newtona. Są używane przy rozszerzaniu funkcji w nieskończone szeregi, a także we wzorze Eulera-Maclaurina.
Te wielomiany występują w badaniach wielu funkcji specjalnych, a szczególnie w rozważaniach nad funkcją dzeta Riemanna oraz funkcją dzeta Hurwitza. Wielomiany te stanowią ciąg Appella (np. ciąg Sheffera dla zwykłego operatora pochodnej). Liczba przecięć wielomianów Bernoulliego z osią odciętych w przedziale jednostkowym jest niezmienna niezależnie od stopnia wielomianu. Dla wysokich stopni wielomianów Bernoulliego granica jest zbliżona w przybliżeniu do funkcji sinus i cosinus.
Podobnym zbiorem wielomianów są wielomiany Eulera.

## Postaci
Wielomiany Bernoulliego {\displaystyle B_{n}} mogą zostać zdefiniowane za pomocą funkcji tworzącej. Mają również znaczną ilość innych postaci.

### Funkcje tworzące
Funkcja tworząca dla wielomianów Bernoulliego prezentuje się następująco:
{\displaystyle {\frac {te^{xt}}{e^{t}-1}}=\sum _{n=0}^{\infty }B_{n}(x){\frac {t^{n}}{n!}}.}
Odpowiednikiem tego wzoru dla wielomianów Eulera jest
{\displaystyle {\frac {2e^{xt}}{e^{t}+1}}=\sum _{n=0}^{\infty }E_{n}(x){\frac {t^{n}}{n!}}.}

### Postać jawna
{\displaystyle B_{n}(x)=\sum _{k=0}^{n}{\binom {n}{k}}B_{n-k}x^{k},}
{\displaystyle E_{m}(x)=\sum _{k=0}^{m}{\binom {m}{k}}{\frac {E_{k}}{2^{k}}}\left(x-{\frac {1}{2}}\right)^{m-k},}
dla {\displaystyle n\geqslant 0,} gdzie {\displaystyle B_{k}} są liczbami Bernoulliego, a {\displaystyle E_{k}} – liczbami Eulera.

### Postać oparta na operatorze pochodnej
Wielomiany Bernoulliego mogą zostać opisane wzorem:
{\displaystyle B_{n}(x)={\frac {D}{e^{D}-1}}x^{n},}
gdzie {\displaystyle D={\frac {d}{dx}}} jest operatorem pochodnej po {\displaystyle x.} Powyższy ułamek może zostać rozszerzony do szeregu potęg formalnych. Wynika z tego, że
{\displaystyle \int _{a}^{x}B_{n}(u)du={\frac {B_{n+1}(x)-B_{n+1}(a)}{n+1}}.}
Używając operatora pochodnej, można również zapisać wielomiany Eulera w podobny sposób.
{\displaystyle E_{n}(x)={\frac {2}{e^{D}+1}}x^{n}.}

### Postać oparta na operatorze całkowym
Wielomiany Bernoulliego są również unikalnym zbiorem wielomianów determinowanym równaniem
{\displaystyle \int _{x}^{x+1}B_{n}(u)du=x^{n}.}
Używając transformacji całkowej zdefiniowanej jako
{\displaystyle (Tf)(x)=\int _{x}^{x+1}f(u)du}
na wielomianach {\displaystyle f,} można stwierdzić, że
{\displaystyle (Tf)(x)={\frac {e^{D}-1}{D}}f(x)=\sum _{n=0}^{\infty }{\frac {D^{n}}{(n+1)!}}f(x)=f(x)+{\frac {f'(x)}{2}}+{\frac {f''(x)}{6}}+{\frac {f'''(x)}{24}}+\dots }

### Postać jawna dana za pomocą funkcji dzeta Hurwitza
Wiedząc, że wielomiany Bernoulliego w postaci jawnej dane są jako
{\displaystyle B_{m}(x)=\sum _{n=0}^{m}{\frac {1}{n+1}}\sum _{k=0}^{n}(-1)^{k}{\binom {n}{k}}(x+k)^{m}}
można zauważyć podobieństwo tego wzoru do funkcji dzeta Hurwitza, a co za tym idzie, zapisać powyższy wzór za jej pomocą.
{\displaystyle B_{n}(x)=-n\zeta (1-n,x).}
Powyższy zapis rozszerza pojęcie wielomianów Bernoulliego o niecałkowite wartości liczby {\displaystyle n.}

### Postać jawna w rachunku różnicowym
Wiedząc, że wielomiany Bernoulliego w postaci jawnej dane są jako
{\displaystyle B_{m}(x)=\sum _{n=0}^{m}{\frac {1}{n+1}}\sum _{k=0}^{n}(-1)^{k}{\binom {n}{k}}(x+k)^{m}.}
Używając rachunku różnicowego, można zapisać jedną z sum w sposób następujący:
{\displaystyle \Delta ^{n}x^{m}=\sum _{k=0}^{n}(-1)^{n-k}{\binom {n}{k}}(x+k)^{m}.}
Wiedząc, że {\displaystyle \Delta =e^{D}-1} gdzie {\displaystyle D={\frac {d}{dx}},} używając szeregu Merkatora, można zapisać:
{\displaystyle {\frac {D}{e^{D}-1}}={\frac {\ln(\Delta +1)}{\Delta }}=\sum _{n=0}^{\infty }{\frac {(-\Delta )^{n}}{n+1}}.}